# Lady Gaga Enigma
Lady Gaga Enigma - це концертна резиденція американської співачки і авторки пісень Леді Ґаґи. Вона розпочнеться 28 грудня 2018 року в Park Theater, Park MGM в Лас-Вегасі, США.

## Передісторія
У грудні 2017 року Леді Ґаґа оголосила про свою дворічну резиденцію в Лас-Вегасі в Park Theater, Park MGM, починаючи з грудня 2018 року. Ця угода, як повідомляється, коштує приблизно 100 мільйонів доларів, включає 74 виступи з можливим продовженням. У липні 2018 року сайт Ticketmaster помилково завантажив інформацію про "2 Show Bundle" для резиденції з попередньою назвою Enigma і продажем квитків з кінця цього місяця. Посилання було швидко вилучено, а резиденція була остаточно оголошена 7 серпня 2018 року. Її назвали Lady Gaga Enigma з 27 датами, починаючи з 28 грудня 2018 року по 8 листопада 2019 року. У прес-релізі було представлено два різних шоу, в якому Енігма описується як "абсолютно нова одіссея поп-хітів, побудованих як досвід, відмінний від будь-якої іншої", в той час як Lady Gaga Jazz & Piano характеризується урізаними версіями пісень у супроводі треків з Великого Американського Пісенника. Ґаґа описала шоу так: "На відміну від усього, що я робила раніше, це буде свято всього, що є унікальним і відрізняється всередині кожного з нас. Проблеми хоробрості можна подолати за допомогою творчості і мужності, які виростають з негараздів, любові та музики."
Співачка випустила рекламний стенд, що супроводжує оголошення, забарвлене люмінесцентною фарбою. На ній було неоново-зелена тюлева сукня від дизайнерів Лоуренса та Чіко, а також латексні рукавички та плавальна шапочка від Vex. Зображення було сфотографовано Інез ван Ламсвеерде і Вінуд Матадін та стилізовано давнім співробітником Ґаґи Ніколою Формічетті. Метт Моен з Paper вважає, що плакат перейняв стиль Ґаґи під час ери The Fame Monster (2009), що передбачає повернення співачки до авангардних образів. Він також знайшов вплив Las Vegas EDM і rave, порівнюючи його з Electric Daisy Carnival. Формічетті також працював над створенням костюмів для серії концертів.

## Квитки
Передпродаж на шоу розпочався з 8 серпня 2018 року для членів фан-клубу Ґаґи, а наступного дня власники кредитних карток Citi також отримали шанс придбати квитки. Існував також передпродаж для членів MGM, а також Live Nation та клієнтів Ticketmaster. На наступний день після передпродажу квитки на шоу стали доступні для широкої публіки.

## Список пісень

### Enigma
Список пісень з прем'єрного показу Enigma 28 грудня 2018 року. Під час другого шоу Ґаґа присвятила виступ "Yoü And I" Селін Діон.
1. "Just Dance"
2. "Poker Face"
3. "LoveGame"
4. "Dance in the Dark"
5. "Beautiful, Dirty, Rich"
6. "The Fame"
7. "Telephone"
8. "Applause"
9. "Paparazzi"
10. "Aura"
11. "Scheiße"
12. "Judas"
13. "Government Hooker"
14. "I'm Afraid of Americans"
15. "The Edge of Glory"
16. "Alejandro"
17. "Million Reasons"
18. "Yoü and I"
19. "Bad Romance"
20. "Born This Way"
21. "Shallow"

## Шоу
| Дата             | Тип шоу      | Відвідуваність / Місткість | Дохід |
| ---------------- | ------------ | -------------------------- | ----- |
| Грудень 28, 2018 | Enigma       | Н/Д                        | Н/Д   |
| Грудень 30, 2018 | Enigma       | Н/Д                        | Н/Д   |
| Грудень 31, 2018 | Enigma       | Н/Д                        | Н/Д   |
| Січень 17, 2019  | Enigma       | Н/Д                        | Н/Д   |
| Січень 19, 2019  | Enigma       | Н/Д                        | Н/Д   |
| Січень 20, 2019  | Jazz & Piano | Н/Д                        | Н/Д   |
| Січень 24, 2019  | Enigma       | Н/Д                        | Н/Д   |
| Січень 26, 2019  | Enigma       | Н/Д                        | Н/Д   |
| Січень 31, 2019  | Enigma       | Н/Д                        | Н/Д   |
| Лютий 2, 2019    | Enigma       | Н/Д                        | Н/Д   |
| Лютий 3, 2019    | Jazz & Piano | Н/Д                        | Н/Д   |
| Травень 30, 2019 | Enigma       | Н/Д                        | Н/Д   |
| Червень 1, 2019  | Enigma       | Н/Д                        | Н/Д   |
| Червень 2, 2019  | Jazz & Piano | Н/Д                        | Н/Д   |
| Червень 6, 2019  | Enigma       | Н/Д                        | Н/Д   |
| Червень 8, 2019  | Enigma       | Н/Д                        | Н/Д   |
| Червень 9, 2019  | Jazz & Piano | Н/Д                        | Н/Д   |
| Червень 12, 2019 | Enigma       | Н/Д                        | Н/Д   |
| Червень 14, 2019 | Enigma       | Н/Д                        | Н/Д   |
| Червень 15, 2019 | Jazz & Piano | Н/Д                        | Н/Д   |
| Жовтень 17, 2019 | Enigma       | Н/Д                        | Н/Д   |
| Жовтень 19, 2019 | Enigma       | Н/Д                        | Н/Д   |
| Жовтень 20, 2019 | Jazz & Piano | Н/Д                        | Н/Д   |
| Жовтень 23, 2019 | Enigma       | Н/Д                        | Н/Д   |
| Жовтень 25, 2019 | Enigma       | Н/Д                        | Н/Д   |
| Жовтень 26, 2019 | Jazz & Piano | Н/Д                        | Н/Д   |
| Жовтень 31, 2019 | Enigma       | Н/Д                        | Н/Д   |
| Листопад 2, 2019 | Enigma       | Н/Д                        | Н/Д   |
| Листопад 3, 2019 | Jazz & Piano | Н/Д                        | Н/Д   |
| Листопад 6, 2019 | Enigma       | Н/Д                        | Н/Д   |
| Листопад 8, 2019 | Enigma       | Н/Д                        | Н/Д   |
| Листопад 9, 2019 | Jazz & Piano | Н/Д                        | Н/Д   |

## Зовнішні посилання
- Official website – Vegas.LadyGaga.com [Архівовано 7 серпня 2018 у Wayback Machine.]
- The Fantasy Setlist For Lady Gaga's Vegas Residency [Архівовано 9 серпня 2018 у Wayback Machine.] at Billboard